# Île Santa Inés
L'île Santa Inés est une île appartenant à l'archipel de la Terre de Feu, au Chili. L'île est située à 9,4 km au sud-ouest de la péninsule de Brunswick, dont elle est séparée par le détroit de Magellan. L'île de Santa Inés se trouve sur le territoire de la municipalité de Punta Arenas.
Les Amérindiens Alakalufs ont habité cette île.
Il s'agit de l'île la plus importante de la municipalité de Punta Arenas et la troisième île la plus grande de l'archipel, après la grande île de la Terre de Feu et l'île Hoste. Son littoral appartient à l'Aire marine et côtière protégée Francisco Coloane. Le reste de l'île fait partie de la réserve nationale Alacalufes, comparable à celle de l'île Desolación et la Córdova Peninsula. Cette dernière est située face à l'île de l'autre côté du détroit de Magellan et forme une péninsule de l'île Riesco.
L'île abrite un petit champ de glace nommé Grandes Ventisqueros. Sa côte est marquée par la présence de nombreux fjords, dont l'un servit de refuge au croiseur léger allemand Dresden en 1914 après la bataille des Falklands.